# Vecsernyés Dávid
Vecsernyés Dávid (Budapest, 1991. március 22.[forrás?] –) Európa-bajnoki bronzérmes magyar tornász. 

## Karrierje
Karrierjét a Ferencvárosban kezdte hat éves korában, majd 2010-től a Bercsényi DSE-bn sportolt. Jelenleg a Budapesti Honvéd tornásza. 2018-ban a Glasgowban rendezett Európa-bajnokságon bronzérmet szerzett nyújtón. Egy évvel később a Minszkben rendezett Európa-játékokon szintén a dobogó legalsó fokára állhatott fel. 2020-ban a mersini kontinensviadalon egyéniben nem jött össze számára az éremszerzés és ötödik lett, csapatban viszont harmadik lett Bátori Szabolcs, Kiss Balázs, Tomcsányi Benedek és Mészáros Krisztofer társaként. Egymást követő három évben (2018, 2019, 2020) választották meg az év magyar tornászának.